# Svetovno prvenstvo v biatlonu 1992
Svetovno prvenstvo v biatlonu 1992 je trideseto svetovno prvenstvo v biatlonu, ki je potekalo marca 1992 v Novosibirsku, Rusija, v eni disciplini za moške in ženske. Prvenstvo je potekalo v edini disciplini, ki ni bila v programu olimpijskih tekmovanj v biatlonu.

## Dobitniki medalj

### Moški
| Disciplina | Zlato                                                                               | Srebro                                                                    | Bron                                                                 |
| ekipno     | SND · Jevgenij Redkin · Anatolij Ždanovič · Aleksander Popov · Aleksander Tropnikov | Norveška · Frode Løberg · Jon Åge Tyldum · Sylfest Glimsdal · Gisle Fenne | Estonija · Aivo Udras · Urmas Kaldvee · Hillar Zahkna · Kalju Ojaste |

### Ženske
| Disciplina | Zlato                                                           | Srebro                                                                | Bron                                                                            |
| ekipno     | Nemčija · Petra Bauer · Petra Schaaf · Uschi Disl · Inga Kesper | SND · Jelena Belova · Ina Šeškil · Anfisa Rezcova · Svetlana Pečerska | Češkoslovaška · Gabriela Suvová · Eva Háková · Jana Kulhavá · Jiřina Adamičková |

## Medalje po državah
| Poz | Država        | Zlato | Srebro | Bron | Skupaj |
| 1   | SND           | 1     | 1      | 0    | 2      |
| 2   | Nemčija       | 1     | 0      | 0    | 1      |
| 3   | Norveška      | 0     | 1      | 0    | 1      |
| 4   | Estonija      | 0     | 0      | 1    | 1      |
| 4   | Češkoslovaška | 0     | 0      | 1    | 1      |